# Municipio de Falköping
El municipio de Falköping (en sueco: Falköpings kommun) es un municipio en la provincia de Västra Götaland, al suroeste de Suecia. Su sede se encuentra en la ciudad de Falköping. El municipio se creó en 1971 cuando la antigua ciudad de Falköping se convirtió en municipio unitario y tres años después se fusionó con los municipios circundantes.

## Localidades
Hay 10 áreas urbanas (tätort) en el municipio:
| #  | Tätort       | Población |
| -- | ------------ | --------- |
| 1  | Falköping    | 17 789    |
| 2  | Stenstorp    | 1776      |
| 3  | Floby        | 1598      |
| 4  | Kinnarp      | 981       |
| 5  | Åsarp        | 610       |
| 6  | Vartofta     | 551       |
| 7  | Torbjörntorp | 455       |
| 8  | Gudhem       | 439       |
| 9  | Odensberg    | 284       |
| 10 | Kättilstorp  | 237       |

## Ciudades hermanas
Falköping está hermanado o tiene tratado de cooperación con:
- Mariagerfjord, Dinamarca
- Lier, Noruega
- Kokemäki, Finlandia
- Fontanellato, Italia